# Greedy Soul
Greedy Soul è un singolo del cantautore britannico Liam Gallagher, pubblicato il 27 settembre 2017 come quarto estratto dal primo album in studio As You Were.
Il sound del brano ricorda, a detta di Gallagher, quello dei Sex Pistols.

## Formazione
- Liam Gallagher – voce, chitarra acustica
- Dan McDougall – chitarra acustica, batteria, chitarra elettrica, tastiere, basso
- Mike Moore – chitarra elettrica
- Martin Slattery – tastiere, sassofono
- Mark Brown – sassofono
- Mike Kearsey – trombone
- Ben Edwards – tromba
- Dan Grech-Marguerat – programmazione
- Davey Badiuk – programmazione batteria
- Vicky Akintola – cori

## Video musicale
Il videoclip è stato registrato agli Air Studios di Londra, dove nel luglio 1997 gli Oasis registrarono dal vivo due brani tratti da Be Here Now. La canzone è stata presentata dal vivo il 26 settembre 2017 nel corso della trasmissione Later... with Jools Holland, in onda sulla BBC.